# Модель Петерсона
Модель Петерсона — модель, яку запропонувала група вчених під керівництвом Крістофера Петерсона, фізика-теоретика частинок з Технологічного університету Чалмерса в Швеції, припускає, що бозон Хіггса, виявлений на ВАК у 2012 році, може нести відповідальність за народження частинок темної матерії. Відповідно до цієї моделі, якщо суперсиметрія реальна, частка Хіггса може розпадатися на фотон — частку-переносник світла — і частинку темної матерії.
Модель, представлена Петерсоном і його командою, буде перевірятися на двох незалежних експериментальних установках — ATLAS і CMS — на Великому адронному колайдері.